# Време чуда (ТВ серија)
Време чуда је југословенска дводелна мини ТВ серија емитована фебруара 1991. у продукцији Телевизије Београд на основу иатоименог филма.

## Улоге
| Глумац                   | Улога          |
| ------------------------ | -------------- |
| Стојан Столе Аранђеловић | Слепац         |
| Неда Арнерић             | Попадија       |
| Светозар Цветковић       | Младић         |
| Стојан Дечермић          | Судија         |
| Драгомир Фелба           | Михајло        |
| Душан Јанићијевић        | Хромац         |
| Мирјана Јоковић          | Марија         |
| Љиљана Јовановић         | Михајлова жена |
| Мирјана Карановић        | Марта          |
| Драган Максимовић        | Лађар          |
| Предраг Мики Манојловић  | Никодим        |
| Тана Маскарели           | Мајка          |
| Слободан Бода Нинковић   | Озрен          |
| Милан Плестина           | Михајлов син   |
| Радмила Савићевић        | Старица        |
| Данило Бата Стојковић    | Јован          |
| Љуба Тадић               | Поп Лука       |
| Оливера Викторовић       | Станија        |

Комплетна ТВ екипа  ▼
| Редитељ                   | Горан Паскаљевић     |                         |
| Сценариста                | Горан Паскаљевић     |                         |
| Сценариста                | Борислав Пекић       |                         |
| Композитор                | Зоран Симјановић     |                         |
| Директор фотографије      | Радослав Владић      |                         |
| Mонтажер                  | Олга Јовановић       | (као Олга Обрадов)      |
| Mонтажер                  | Олга Скригин         |                         |
| Сценограф                 | Миодраг Николић      |                         |
| Костимограф               | Саша Куљача          |                         |
| Одсек за шминку           | Ана Адамек           | шминкер                 |
| Одсек за шминку           | Анна Левандовска     | шминкер                 |
| Помоћник режије           | Зоран Андрић         | први помоћник редитеља  |
| Одсек за камеру и расвету | Александар Иванчевић | први асистент сниматеља |